# Fernand Devlaminck
Fernand Devlaminck  est un footballeur français né le 22 octobre 1932 à Roubaix (Nord), ville où il est mort le 1er octobre 2003.

## Biographie
Ce joueur formé à l'Excelsior AC de Roubaix puis au CORT est devenu un attaquant très performant : transféré au Lille OSC en 1956, il marque 27 buts durant sa première saison lilloise, puis 23 buts en 1957-1958. 
Après un passage une saison à Lyon, puis quelques mois à Lens, en janvier 1961, il revient finir sa carrière dans le club de ses débuts, Roubaix.
À l'issue de sa carrière, il devient restaurateur.

## Carrière de joueur
- avant 1945 : Excelsior AC Roubaix
- 1945-1952 : CO Roubaix-Tourcoing
- 1952-1954 : US Boulogne[3]
- 1954-1955 : CO Roubaix-Tourcoing
- 1955-1956 : AS Troyes-Savinienne
- 1956-1959 : Lille OSC
- 1959-novembre 1959 : US Valenciennes-Anzin
- novembre 1959-1960 : Olympique lyonnais
- 1960-décembre 1960 : RC Lens
- décembre 1960-1962 : CO Roubaix-Tourcoing

## Palmarès
- Finaliste de la Coupe de France 1956 (avec l'AS Troyes-Savinienne)
- Meilleur buteur du Championnat de France D2 en 1957 (27 buts, avec le Lille OSC)